# قصة راشيلتجي دي بير
راشيلتجي دي بير هو فيلم أفريقاني صدر عام 2019 يروي قصة فتاة أفريقانية شابة تدعى راشيلتجي دي بير في عصر الـ "فورتريكر" الذي قدمت نفسها تضحية لإنقاذ شقيقها. المخرج هو ماتيس بوشوف والمنتج هو جوهان كروجر. تم كتابة السيناريو من قبل بريت مايكل إينز وماتيس بوشوف.
تم إنتاج الفيلم في شرق الولاية الحرة (منطقة فوريسبورج).

## فريق العمل
- هيرمان دي بير - ستيان بام
- راشيلتجي دي بير - زونيكا دي فيريس
- جيمي دي بير - يوهانس يوردان
- جورج لوندت - ماريوس وايرز
- جاكوبا لوندت - ساندرا برينسلو
- سارا لوندت - أنتوانيت لوو

## الإصدار
تم عرض الفيلم لأول مرة في مهرجان سيلفر سكرين في كامبس باي. فاز ستيان بام بجائزة سيلفر سكرين عن أدائه في دور والد راشيلتجي. من المقرر أن يتنافس الفيلم تحت عنوان "أطفال العاصفة (راشيلتجي دي بير)" في مسابقة الرواية في مهرجان سان دييغو الدولي للأفلام في أكتوبر 2020. يُعرف الفيلم أيضًا باسم "راكبو العاصفة" في عرضه الشمالي الأمريكي.

## وصلات خارجية
قصة راشيلتجي دي بير  في قاعدة بيانات الأفلام على الإنترنت (بالإنجليزية)